# Društvo rejcev krškopoljskih prašičev
Društvo rejcev krškopoljskih prašičev je bilo ustanovljeno zaradi večjega vpliva rejcev na ohranjanje pasme krškopoljskih prašičev, za skupno promocijo in organiziran nastop na trgu. V postopku je registracija blagovne znamke Mesnine krškopoljskega prašiča. 
- Predsednik društva: Ivanšek Franc
- Izvajalec selekcijskih opravil v obdobju od leta 2001 mag. Andrej Kastelic.